# Vitrail de saint Martin (Chartres)
Pour des articles plus généraux, voir Vitraux de Chartres et Martin de Tours.
L’histoire de Saint Martin à Chartres est un vitrail du XIIIe siècle, situé dans le déambulatoire sud de la cathédrale Notre-Dame de Chartres, qui illustre la légende de saint Martin de Tours.
Elle a été offerte par la guilde des corroyeurs. Les corroyeurs, donateurs sont représentés aux premier, deuxième et troisième registres

## Composition du vitrail

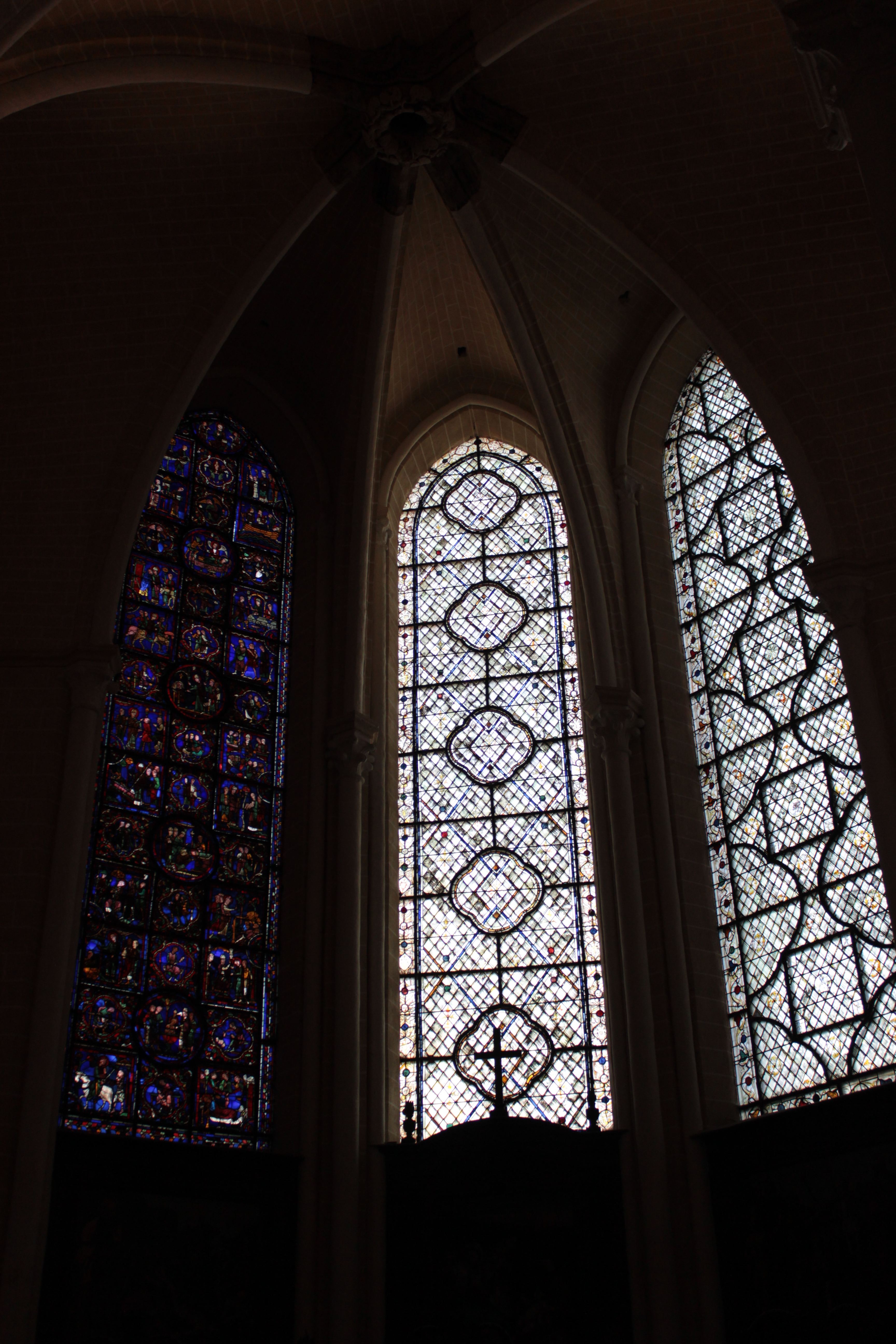
Chartres : Chapelle de tous les saints.

Le vitrail est situé derrière une grille dans la petite « Chapelle de tous les saints », la première rencontrée dans le déambulatoire sud de la cathédrale Notre-Dame de Chartres. Il est numéroté 020 dans le Corpus vitrearum. Il partage cette chapelle avec deux autres lancettes en grisaille, les baies 022 et 024, exécutées à la fin du XVIe siècle en reprenant des éléments du XIIIe siècle, et très restaurées en 1961. Ces deux grisailles donnent à la chapelle une bonne luminosité intérieure, mais nuisent par contraste à la lecture du vitrail de Saint Martin, qui se trouve de ce fait éclairé de l'intérieur.
La verrière a été exécutée entre 1215 et 1225, elle est contemporaine de la cathédrale actuelle reconstruite après l'incendie de 1194.
Elle a été classée aux monuments historiques en 1840. Les panneaux droits des septième et huitième registres ont été restaurés par Léger en 1879 ; la verrière restaurée par Gaudin en 1922, et par l'atelier Lorin en 1995-1996.
Il s'inscrit dans une lancette en arc brisé de 8,93 × 2,24 m, de style gothique primitif.
La ferronnerie de la verrière est composée de quatorze registres, regroupés en quatre étages et demi. Chaque étage sensiblement carré est formé de neuf panneaux, un panneau central circulaire s'appuyant sur des barlotières horizontales et verticales qu'il interrompt à leur intersection, marquant le cœur d'une croix. Une bordure court autour du vitrail, cloisonnée aux séparations des étages et au centre de la croix.
Dans chaque étage, les scènes de l'histoire s'inscrivent au centre et aux quatre cantons de la croix, sur un fond bleu, remplissant tout le panneau. Le cercle central est intérieurement bordé bordé de trois filets rouge, bleu et blanc ; les cantons sont bordés d'un simple filet rouge, mais acceptent également deux filets bleu et blanc qui forme une bordure extérieure aux bras de la croix, soulignant visuellement celle-ci. Ces cinq scènes qui constituent l'histoire proprement dite sont accompagnées sur les quatre bras de la croix par quatre panneaux de figurants, présentés dans des quadrilobes à fond bleu bordés de filets rouge et blanc, le reste du panneau étant richement orné de motifs floraux sur fond rouge. Le long de la bordure, la séparation entre étages est marquée de part et d'autre par un demi-fermaillet brochant sur la scène carrée, le quart de cercle portant un motif floral sur fond rouge, bordé de bleu et de blanc.
La composition d'ensemble, très dense, ne laisse pas apparaître de fond entre les différents panneaux.
La bordure est formée de deux bandes rouge et bleue séparées par un motif répétitif à palmette, une tige verte centrale terminée par un trifolium se posant sur deux feuilles, l'une alternativement verte et bleue sur le fond rouge, l'autre alternativement rouge et jaune sur le fond bleu. Cette bande centrale est bordée vers l'intérieur de deux filets bleus et blanc, et vers l'extérieur de deux filets rouge et blanc (ce dernier étant généralement très peu visible).

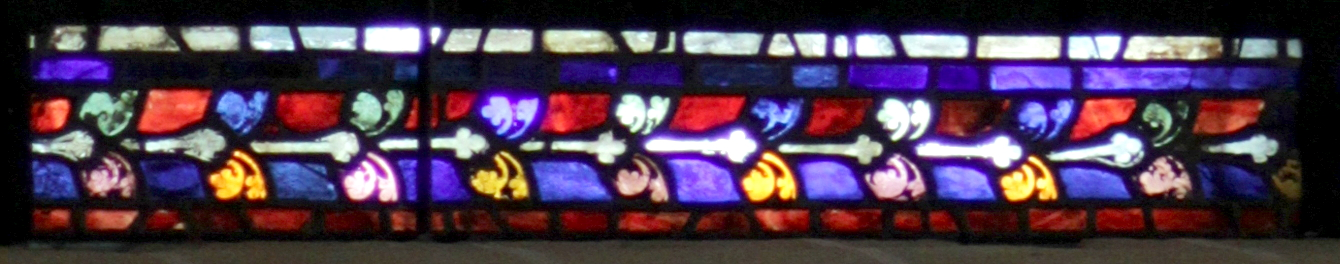
Bordure du vitrail.

## Thématique
La vie en partie légendaire de Saint Martin est essentiellement connue par la Vita sancti Martini (Vie de saint Martin), écrite en 396-397 par Sulpice Sévère, qui fut un de ses disciples. D'après le témoignage de sa correspondance, cette rédaction a été faite du vivant même de l'évêque, et Martin s'en montra reconnaissant en lui apparaissant lors de sa mort, survenue le 8 novembre 397 : « Il me regardait en souriant, et tenait à la main le livre que j’ai écrit sur sa vie ; quant à moi, j’embrassais ses genoux sacrés, et, selon ma coutume, je lui demandais sa bénédiction. »
Dès le Ve siècle, le culte martinien donne lieu à un cycle hagiographique, c'est-à-dire à une série d'images successives relatant les faits et gestes du saint. Aux Ve et VIe siècles Paulin de Périgueux, Venance Fortunat augmentent la gloire de la geste martinienne en écrivant à leur tour une Vita sancti Martini en vers, Grégoire de Tours relatant les débuts de son culte dans son livre De virtutibus sancti Martini (Miracles de saint Martin). Ces expansions successives agrègent souvent des épisodes convenus faisant le parallèle avec tel ou tel thème issu des Écritures ou de la vie légendaire d'autres saints. À la fin du XIIIe siècle, une cinquantaine d'années après la composition de ce vitrail, Jacques de Voragine en donnera une version relativement expurgée dans le chapitre de la Légende dorée consacré à Saint Martin, fêté par tous les chrétiens le 11 novembre.
Saint Martin a été l'« apôtre des Gaules », et était extrêmement populaire au Moyen Âge. Au XIIIe siècle, sa figure de « soldat du Christ » pouvait servir d'exemple aux chevaliers s'engageant à partir en croisade.
La composition du vitrail s'organise autour de quatre croix, chacune portant en son centre un médaillon circulaire marquant une étape importante de la vie de Saint Martin : son baptême, son ordination épiscopale, sa qualité de thaumaturge, et sa mort où « les diables se sont présentés aussi, et voulaient le retenir, mais ne trouvant rien en lui qui leur appartînt, ils se sont retirés confus ». Cette montée s'achève sur le cinquième médaillon circulaire, la vision béatifique de Dieu en son Paradis.

## Description des panneaux
Le vitrail se lit généralement de bas en haut et de gauche à droite. Le récit légendaire est cependant plus fait d'une série d'anecdotes que d'un récit chronologiquement suivi. La présentation donnée par le panneau suit plus ou moins fidèlement le fil du récit de Sulpice Sévère :

### Première croix: Débuts de Martin
|  | I-1 : « Charité de saint Martin » Un jour d'hiver, passant à la porte d'Amiens, il rencontra un homme nu qui n'avait reçu l’aumône de personne. Martin comprit que ce pauvre lui avait été réservé : il prit son épée, et partagea en deux le manteau qu'il avait sur lui, en donna une moitié au pauvre, et se recouvrit de l’autre moitié qui lui restait. Martin est représenté à cheval, partageant sa chlamyde avec son épée. Bien que n'étant que catéchumène, il est déjà représenté avec un nimbe, démontrant qu'il vit déjà selon l’Évangile. L'incident est supposé se situer à la porte d'Amiens, représentée ici assez symboliquement sur la droite. Maître Jean Beleth dit que les rois de France ont coutume de porter sa chape dans les combats; de là le nom de chapelains donné aux gardiens de cette chape. (Légende dorée) Le partage du manteau est le geste le plus connu de Saint Martin, celui qui est constamment reproduit dans l'iconographie, et qui constitue pratiquement l'attribut propre de ce saint. C'est cette scène que l'on désigne traditionnellement par « Charité de saint Martin ». Le manteau proprement dit appartenait à l'armée, mais chaque soldat était libre de le doubler à ses frais : Martin ne partage donc pas, il donne tout ce qui lui appartient. |
|  | I-2 : Saint Martin endormi voit le Christ La nuit suivante, il vit Jésus-Christ., revêtu de la partie du manteau dont il avait couvert le pauvre, et l’entendit dire aux anges qui l’entouraient : « Martin, qui n'est encore que catéchumène, m’a couvert de ce vêtement ». Martin dort, allongé sur son lit. Au-dessus de lui, le Christ apparaît dans une sorte de mandorle horizontale, entouré de deux anges thuriféraires. Il tient dans sa main le pan du manteau, de la même couleur que celui qui revêt Martin, et n'en est plus vêtu. L'artiste semble avoir tenu compte d'une autre légende, voulant que Martin retrouve son manteau complet à son réveil ; le thème du don généreux rendu ensuite par le Christ lui-même est un thème hagiographique courant. |
|  | I-3 : Baptême de saint Martin Le saint homme ne s'en glorifia point, mais connaissant par là combien Dieu est bon il se fit baptiser, à l’âge de dix-huit ans, et cédant aux instances de son tribun, qui lui promettait de renoncer au monde à l’expiration de son tribunat, il servit encore deux ans. Les légendes ne s'étendent guère sur le baptême de Martin représenté ici baptisé par un évêque. Derrière le célébrant, un clerc tient un plateau portant deux burettes, très certainement l'huile de la confirmation qui suit normalement le baptême des adultes. On le voit ici plongé à mi-corps dans un baptistère en forme de calice. Ce calice, destiné à recevoir le « sang du Christ » lors de l'eucharistie, rattache symboliquement et visuellement le baptême au sacrifice du Christ, selon l'épitre aux Romains : « Ignorez-vous que nous tous qui avons été baptisés en Jésus-Christ, c'est en sa mort que nous avons été baptisés? » (Rm 6:3). Au niveau du sol, une inscription précise « St Martinus ». Dans la composition cruciforme, cet épisode prend la place centrale, soulignant l'importance du baptême dans la vie chrétienne. |
|  | I-5 : L'évêque saint Hilaire de Poitiers. L'ordre de lecture est ici inversé, le panneau de droite se lisant avant celui de gauche. Il quitta donc le service pour se retirer auprès de saint Hilaire, évêque de Poitiers qui l’ordonna acolyte. [...] Lorsqu'il apprit que saint Hilaire revenait de l’exil, il partit au-devant de lui, et fonda un monastère auprès de Poitiers. La tradition veut que Martin n'ait accepté par humilité que la fonction d'exorciste, qui le mettait en contact fréquent avec le Démon. Entre la première et la deuxième rencontre de Martin et de Hilaire de Poitiers, Martin est allé tenter de convertir ses parents le long du Danube, et Hilaire était parti en exil à cause de ses positions contre l'Arianisme. Le monastère qu'il fonde a été le premier à introduire la vie monastique en Gaule. |
|  | I-4 : Il ressuscite un mort Au retour d'un voyage hors de son monastère, il y trouva un catéchumène mort sans baptême. Il le porta dans sa cellule, et se prosternant sur son cadavre, il le rappela à la vie par sa prière. Cet homme avait coutume de dire, qu'après son jugement, il fut envoyé dans des endroits obscurs, quand deux anges suggérèrent au souverain juge que c'était pour lui que Martin priait. On leur ordonna donc de ramener cet homme vivant à Martin. Le catéchumène étant mort sans baptême ne peut pas être enterré chrétiennement, son corps avait donc été laissé à l'extérieur de la ville. Sévère précise que Martin a été absent encore trois jours après la mort du catéchumène, ce qui fait un parallèle avec l'histoire de Lazare. La Légende dorée place cette scène après la deuxième rencontre avec Hilaire de Poitiers, mais la scène des brigands qui lui fait suite dans le vitrail se place au contraire entre ces deux rencontres. |

### Deuxième croix: L'Évêque
|  | II-1 : Attaque des brigands Le Seigneur l’avertit dans un songe d'aller visiter ses parents qui étaient encore païens. En partant, il prédit qu'il aurait à endurer beaucoup d'adversités : en effet, au milieu des Alpes, il tomba entre les mains des voleurs; et l’un d'eux avait levé sa hache pour lui frapper la tête, quand un autre retint son bras : cependant on lui lia les mains derrière le dos, et il fut livré à la garde d'un voleur. Celui-ci lui demanda s'il avait éprouvé quelque crainte; Martin lui répondit que jamais il n'avait été si exempt d'inquiétudes, parce qu'il savait que la miséricorde de Dieu se manifeste principalement dans le danger. Alors il commença à prêcher le larron qu'il convertit à la foi de Jésus-Christ. Cet homme remit Martin sur son chemin, et termina dans la suite sa vie avec édification. Dans le quadrilobe à côté du panneau narratif, deux bandits sont en embuscade. Martin est attaché à l'arbre, dans la position iconographique classique de la flagellation du Christ. Le panneau représente en même temps à droite le bandit retenant la hache de son compagnon, et à gauche celui qui va être converti par le prêche de Martin, « et l'on croit même que c'est par sa bouche que l'on a recueilli les détails précédents ». Dans les récits de la vie de Martin, cet épisode vient entre les deux visites à Hilaire de Poitiers. |
|  | II-2 : Païens écrasés par l'arbre sacré. Cet épisode fait partie de la vie prédicative de Martin, donc se situe normalement après son ordination comme évêque. Les choses insensibles, les végétaux, les créatures privées de raison obéissaient à ce saint homme : Dans un bourg, il avait fait abattre un temple fort ancien, et il voulait couper un pin consacré au diable, malgré les paysans et les gentils, quand l’un d'eux dit: « Si tu as confiance en ton Dieu, nous couperons cet arbre, et toi tu le recevras, et si ton Dieu est avec toi, ainsi que tu le dis, tu échapperas au péril. » Martin consentit; l’arbre était coupé et tombait déjà sur le saint qu'on avait lié de ce côté, quand il fit le signe de la croix vers l’arbre qui se renversa. de l’autre côté et faillit écraser les paysans qui s'étaient mis à l’abri. A la vue de ce miracle, ils se convertirent à la foi. Le panneau représente Martin faisant le signe de la croix, et l'arbre dédié à Cybèle est retombé sur les paysans, qui gisent assommés. Celui au premier plan était armé d'une épée, montrant l’opposition violente à l'évangélisation de Martin. L'arbre est jaune, comme le sont généralement les idoles. Suivant les sources, les paysans sont épargnés ou écrasés, mais dans tous les cas les survivants se convertissent aussitôt. La lutte contre les hérésies, caractéristique de l'action de Martin en Gaule, est un thème d'actualité à l'époque de la composition du vitrail/ L'Église était en pleine lutte contre les Albigeois, et en 1210, Renaud de Bar évêque de Chartres conduit un détachement de croisés en Albigeois et participe au siège de Termes. |
|  | II-3 : Ordination épiscopale de saint Martin Le peuple de Tours se trouvait alors sans évêque et demanda qu'on promût Martin à l’épiscopat, malgré les vives résistances du saint homme. Quand Martin fut ordonné évêque, comme il ne pouvait supporter le bruit que faisait le peuple, il établit un monastère à deux milles environ de Tours, et il y vécut avec quatre-vingts disciples dans une grande abstinence. Plusieurs villes venaient choisir là leurs évêques. La scène de l'ordination est entourée de part et d'autre de la figuration d'une foule, représentant en partie la population demandant l'élection de Martin, et en partie quelques clercs qui y mettaient opposition « parce que Martin était d'un extérieur négligé, de mauvaise mine, la tête rase et mal vêtu ». Deux évêques assistent l'évêque officiant, qui pose un évangile sur le dos de Martin : il symbolise par là que la charge de l'évêque est de porter l'évangile au peuple qui lui est confié. Martin est en prostration devant l'autel ; derrière celui-ci, un clerc tient les insignes de sa charge : une croix de procession et un Évangile, qui ne le quitteront plus dans les panneaux suivants. Saint Martin de Tours succède à saint Lidoire comme évêque de Tours le 4 juillet 371. Dans la composition cruciforme, cet épisode prend la place centrale de cette mission. Le monastère qu'il fonde, Marmoutier, sert de centre de formation pour l’évangélisation et la colonisation spirituelle des campagnes ; c’est pour l’essentiel la première base de propagation du christianisme en Gaule.                                                                            |
|  | II-4 : Le tombeau du prétendu martyr Un homme était honoré comme martyr, et Martin n'avait pu trouver aucun renseignement sur sa vie et ses mérites; un jour donc que le saint était debout en prières sur son tombeau, il supplia le Seigneur de lui faire connaître qui était cet homme et quel mérite il pouvait avoir. Et s'étant tourné à gauche, il vit debout un fantôme tout noir qui ayant été adjuré par Martin, répondit, qu'il avait été larron et qu'il avait subi le supplice pour son crime. Aussitôt donc, Martin fit détruire l’autel. Derrière Martin, un des assistants porte un seau et un goupillon, se préparant à asperger le lieu d'eau bénite. Il s'agit normalement d'un geste d'exorcisme, destiné à purifier les lieux d'éventuels esprits mauvais. Le traitement vert de la tête du larron correspond à la couleur de la tête du démon en IV-3. Son corps ici également est jaune, couleur associée aux fausses idoles. Le panneau montre la distinction à faire entre la juste vénération accordée aux saints, et les pratiques superstitieuses sous couvert de religion, que l'Église doit en même temps combattre. |
|  | II-5 : Il ressuscite un enfant Un jeune homme venait de mourir et sa mère conjurait avec larmes saint Martin de le ressusciter. Alors le saint, au milieu d'un champ où se trouvait une multitude innombrable de gentils, se mit à genoux, et sous les yeux de tout ce monde, l’enfant ressuscita. C'est pourquoi tous ces gentils furent convertis à la foi. L'évêque tient cette fois ci une crosse, et non plus une croix de procession. Dans le quadrilobe, les témoins assistent aux deux miracles supérieurs. Dans un autre épisode, Sévère indique que Martin avait pris de loin une procession funéraire pour un rite païen, et l'enfant mort pour une statue qui était promenée à travers champs, « car les paysans, dans leur aveuglement insensé, ont l'habitude de porter autour de leurs champs des images de démons recouvertes d'étoffes blanches » ; ce qui expliquerait le traitement très cadavérique et la nudité du petit enfant, qui n'est pas ressuscité dans cet autre épisode. |

### Troisième croix: Miracles de Martin
|  | III-1 : Guérison d'un possédé Martin, étant entré dans la maison d'un père de famille, s'arrêta, disant qu'il voyait un affreux démon dans le vestibule. Au moment où Martin lui commandait de sortir, il s’empara d’un esclave ; ce malheureux se mit aussitôt à mordre et à déchirer tous ceux qui se présentaient à lui. Martin s’avance vers le furieux, et lui commande d’abord de s’arrêter ; mais il grinçait des dents, et, ouvrant la bouche, menaçait de le mordre ; Martin y met ses doigts : « Dévore-les, si tu en as le pouvoir, » lui dit-il. Alors le possédé, comme si on lui eut plongé un fer rouge dans la gorge, recula pour éviter de toucher les doigts du Saint. Enfin le diable, forcé par les souffrances et les tourments qu’il endurait de quitter le corps de l’esclave, et ne pouvant sortir par sa bouche, s’échappa par les voies inférieures, en laissant des traces dégoûtantes de son passage. La scène truculente montre l'instant ou le démon verdâtre s'échappe tel une flatulence. L'esprit médiéval acceptait parfaitement le caractère scatologique d'une telle scène. Le traitement est ici relativement sobre quand on le compare à la scène équivalente de la cathédrale de Bourges, où le vent du pet soulève la robe du possédé. |
|  | III-2 : Saint Martin prêchant Quand il était dans le sanctuaire, jamais il ne se servit de la chaire, car personne ne le vit jamais s'asseoir dans l’église : il se mettait sur un petit siège rustique, qu'on appelle trépied. Le panneau ne semble pas décrire un épisode particulier de la vie de saint Martin, mais souligne simplement l'importance de l'évangélisation dans l'action du saint évêque. Martin est debout sur un jubé, ce qui est l'attitude traditionnelle dans laquelle on représentait le prêche. |
|  | III-3 : Guérison d'une paralytique à Trêve Il se trouvait à Trèves une jeune fille atteinte d’une paralysie complète. Ses parents accablés de tristesse n’attendaient plus que sa mort, lorsqu’on apprit que Martin venait d’arriver dans la ville. Aussitôt, le père court et implore Martin pour sa fille mourante. Le vieillard, poussant des cris de douleur, embrasse ses genoux, et lui dit : « Je vous supplie de venir la bénir, car j’ai la ferme confiance que vous lui rendrez la santé. » Martin, étonné de ces paroles qui le couvrent de confusion, s’excuse, en disant qu’il n’est pas digne que le Seigneur se serve de lui pour faire un miracle. Le père, tout en larmes, insiste plus vivement encore. Martin se rend enfin aux prières des évêques présents, et vient à la maison de la jeune fille. Ayant d’abord recours à ses armes ordinaires, il se prosterne à terre et prie ; ensuite, il demande de l’huile ; après l’avoir bénite, il en verse dans la bouche de la jeune fille, et la voix lui revient aussitôt ; puis, peu à peu, par le contact de la main de Martin, ses membres, les uns après les autres, commencent à reprendre la vie ; enfin, ses forces reviennent, et elle peut se tenir debout devant le peuple. L'épisode est raconté par Sévère, mais est omis par la Légende dorée. Fortunat situe cette scène à Chartres, ce qui est peut-être la raison de sa reprise ici. |
|  | III-5 : L'esclave possédé Tout le registre supérieur peut se lire comme une scène unique, représentant simultanément l'arrivée de Martin (à gauche) et l'esclave possédé (à droite). À la même époque, Tétradius, personnage consulaire, avait un esclave possédé du démon. On pria Martin de lui imposer les mains, et il se le fit amener. Mais on ne put faire sortir le possédé de la cellule, car il mordait cruellement ceux qui s’en approchaient. Alors Tétradius, se jetant aux pieds de Martin, le supplia de venir lui-même dans la maison où se trouvait le démoniaque ; mais il refusa, disant qu’il ne pouvait entrer dans la demeure d’un profane, et d’un païen. Le possédé est fermement tenu, les bras liés dans le dos. Le proconsul a une coiffe jaune, signe de son paganisme. La tête du possédé est l'original, mais une restauration l'a fait pivoter par rapport à son orientation d'origine ; le possédé devrait être en train de regarder le ciel. |
|  | III-4 : Guérison du serviteur du proconsul Tétradius était encore plongé dans les erreurs du paganisme ; mais il promit de se faire chrétien, si son serviteur était délivré du démon. C’est pourquoi Martin imposa les mains à l’esclave, et en chassa l’esprit immonde. À cette vue, Tétradius crut en Jésus-Christ. Il fut aussitôt fait catéchumène, baptisé peu de temps après, et depuis lors il eut toujours un respect affectueux pour Martin, l’auteur de son salut. Détail mentionné par Sulpicius, Saint Martin est représenté montant un âne, en signe d'humilité, alors que ses clercs sont montés sur des chevaux. C'est à la suite de cette pratique que « plus d'un âne s'appelle Martin ». Il monte de plus en amazone. Dans le quadrilobe central, un des personnages montre Saint Martin, l'autre montre le possédé, assurant la liaison visuelle entre ces deux panneaux narratifs. |

### Quatrième croix: Mort de Martin
|  | IV-1 : Guérison d'un lépreux Un jour qu’il entrait à Paris, comme il passait par une des portes de cette cité, avec une grande foule de peuple, il bénit et baisa un lépreux dont la figure affreuse faisait horreur à tous ; celui-ci fut aussi tôt guéri et vint le lendemain à l’église, avec un visage, sain et vermeil rendre grâces à Dieu pour la santé qu’il avait recouvrée. Saint Martin vient de descendre de son âne, sa monture habituelle. Le lépreux, surpris, en laisse tomber sa béquille derrière lui. La « porte de la ville » est matérialisée par une ouverture donnant sur du rouge. |
|  | IV-2 : Le vase qui ne se brise pas Cette scène ne se rattache pas clairement à l'un des épisodes de la vie de Saint Martin. Le cadre est en tout cas d'une scène de banquet avec l'empereur, effectivement présent dans un épisode, mais sans mention d'une coupe : Martin vint à ce repas. Les convives, réunis comme pour un jour de fête, étaient des personnages grands et illustres ; il y avait Évodius, en même temps préfet et consul, le plus juste des hommes, et deux comtes très puissants, l’un frère et l’autre oncle de l’empereur. Le prêtre qui avait accompagné Martin était placé entre ces deux derniers ; quant à celui-ci, il occupait un petit siège près de l’empereur. À peu près vers le milieu du repas, l’échanson, selon l’usage, présenta une coupe à l’empereur, qui ordonna de la porter au saint évêque ; car il espérait et désirait vivement la recevoir ensuite de sa main. Mais Martin, après avoir bu, passa la coupe à son prêtre, ne trouvant personne plus digne de boire le premier après lui, et croyant manquer à son devoir en préférât au prêtre soit l’empereur, soit le plus élevé en dignité après lui. L’empereur et tous les assistants admirèrent tellement cette action, que le mépris qu’il avait montré pour eux fût précisément ce qui leur plut davantage. De son côté, la chute de la coupe est probablement une confusion avec une autre légende, celle de St Thomas aux Indes (baie 023). On la voit apparaître dans la relation de Fortunat, mais dans un tout autre cadre : Un esclave imprévoyant avait placé un vase d'huile bénie sur le bord d'une fenêtre, recouvert d'un voile de lin. Un autre esclave, voyant flotter ce linge, le tire à lui. La fiole tombe sur le pavé, mais elle reste droite et debout sur cette surface de marbre, aussi intacte que si elle était descendue en voltigeant suspendue sur une plume.    |
|  | IV-3 : Dispute entre Ange et Démon Martin connut longtemps d'avance l’époque de sa mort, qu'il révéla aussi à ses frères. Ses forces commencèrent à baisser, et il annonça à ses disciples que sa fin était prochaine. Alors tous se mirent à pleurer : « Père, lui dirent-ils, pourquoi nous quitter, et à qui confiez-vous des gens désolés ? » Martin, ému, se mit à prier : « Seigneur, si je suis encore nécessaire à votre peuple, je ne refuse point le travail ; que votre volonté soit faite. » Comme il était toujours étendu sur le dos et que ses prêtres le suppliaient de se soulager en changeant de position : « Laissez, dit-il, mes frères, laissez-moi regarder le ciel plutôt que la terre, afin que l’esprit se dirige vers le Seigneur. » Et en disant ces mots, il vit le diable auprès de lui : « Que fais-tu, ici, dit-il, bête cruelle ? tu ne trouveras en moi rien de mauvais : c'est le sein d'Abraham qui me recevra. » En disant ces mots, il rendit son esprit à Dieu. Le démon reçoit ici le même traitement graphique que celui du prétendu martyr (II-4) : un corps jaune, orné d'une tête et d'un pagne vert. Il veut prendre sa revanche sur Martin, mais l'ange gardien de celui-ci veille et le repousse d'un geste ferme de la main droite (dont un examen attentif montre qu'elle a six doigts). Dans ce panneau, la scène de la mort de Martin, au centre de la croix, est entourée de quatre médaillons quadrilobés portant des anges thuriféraires. Le visage du saint devint resplendissant ; car il était déjà dans la gloire. Un chœur d'anges se fit entendre, dans l’endroit même, de beaucoup de personnes. Ce récit est donné par la Légende dorée, mais Venance Fortunat n'en parlent. Sulpice Sévère parle de la mort de Martin dans ses correspondances, d'où il ressort que sa « vie de saint Martin » a été rédigée du vivant de celui-ci. |
|  | IV-4 : « Translation » de Martin À son trépas, les Poitevins comme les Tourangeaux se rassemblèrent, et il s'éleva entre eux une grande contestation. Les Poitevins disaient : « C'est un moine de notre pays ; nous réclamons ce qui nous a été confié. » Les Tourangeaux répliquaient : « Il vous a été enlevé, c'est Dieu qui nous l’a donné ». Mais au milieu de la nuit, les Poitevins s'endormirent tous sans exception ; alors les Tourangeaux firent passer le corps du saint par une fenêtre... La scène montre les Tourangeaux en train de passer Martin par la fenêtre, située au centre : le corps est passé les pieds devant, devant le pilier de gauche, et derrière celui de droite. Le personnage de droite porte la tonsure d'un moine. D'après le récit qu'en a fait Grégoire de Tours, Martin serait mort à Candes-Saint-Martin, au confluent de la Vienne et de la Loire. Les « Poitevins » sont les moines de l'abbaye de Ligugé, ermitage fondé par Saint Martin en 361, un peu en amont de Poitiers. Les tourangeaux sont les moines de l'Abbaye de Marmoutier, fondée en 372 un peu en amont de Tours. C'est à lui que l'on doit tous ces détails rocambolesques de l'enlèvement du corps de Martin, sa « translation ». La collégiale Saint-Martin est longtemps restée un lieu de pèlerinage martinien en lien avec ce décès,. |
|  | IV-5 : Embarquement vers Tours ...et les Tourangeaux le transportèrent dans une barque, sur la Loire, jusqu'à la ville de Tours, avec une grande joie. Le récit de la « translation » s'étend sur deux panneaux, ce qui reflète l'importance que lui accorde Grégoire de Tours. La présence des reliques de Saint Martin a en effet fait de Tours un grand centre de pèlerinage. Les nautes de la Loire utilisent une barque à fond plat, qui était poussée par le vent quad celui-ci le permet. L'iconographie traditionnelle accorde systématiquement aux bateaux un profil de bateau viking. Que ce soit pour aller à Tours ou à Poitiers, remonter la voie fluviale s'imposait. Poitiers est arrosé par le Clain, une petite rivière paresseuse qui se jette après une dizaine de kilomètres dans la Vienne, laquelle après 75 kilomètres se jette enfin dans la Loire, à Candes-Saint-Martin. De son côté, Candes-Saint-Martin, où est mort Martin, est situé à une cinquantaine de kilomètres en aval de Tours. |

### Cinquième niveau: Apothéose
|  | V-a : L'âme de Martin monte au Ciel Suivant le récit qu'en fait Sulpice Sévère : J’étais seul dans ma cellule, méditant, à mon ordinaire, sur les espérances de la vie future. Le cœur fatigué de ces angoisses, je me jetai sur mon lit, et bientôt le sommeil s’empara de moi, lorsque tout à coup il me sembla voir le saint évêque Martin, revêtu d’une robe blanche, le visage enflammé, les yeux et les cheveux resplendissants de lumière. Il me regardait en souriant, et tenait à la main le livre que j’ai écrit sur sa vie ; quant à moi, j’embrassais ses genoux sacrés, et je lui demandais sa bénédiction. Bientôt, il s’éleva subitement, et je le suivis des yeux, traversant sur une nuée l’immensité des airs, jusqu’à ce qu’il disparût dans le ciel entr’ouvert. Je me réjouissais de cette vision, lorsqu’un de mes plus intimes serviteurs entra avec un visage plus triste qu’à l’ordinaire, et qui laissait voir toute la douleur qui l’accablait : « Qu’as-tu ? lui dis-je ; d’où vient cette tristesse ? — Deux moines arrivent de Tours, dit-il ; ils annoncent la mort du seigneur Martin. » Comme c'est d'usage dans les représentations de cette époque, l'âme du saint est représentée sous la forme d'un nouveau-né, parce que la mort d'un saint correspond à sa « naissance au ciel ». Traditionnellement, les anges transportent dans ce cas l'âme sur un linge mais ici il est enlevé dans une mandorle à fond rouge, montrant graphiquement que c'est le saint lui-même qui est un intermédiaire entre le ciel et la terre. Un examen de détail montre que contrairement à la tradition voulant que le ciel soit sans mâle ni femelle, l'image du saint montant au ciel est ici particulièrement « couillue ». |
|  | V-1 : Arrivée du corps à Tours Presque toute la ville de Tours accourut au-devant du saint corps ; tous les habitants des campagnes et des bourgs voisins, et même un grand nombre de personnes des autres villes s’y trouvèrent. On dit qu’il en vint environ deux mille : c’était la gloire de Martin, les fruits vivants et innombrables de ses saints exemples. Bien que Martin soit mort début novembre, l'arbre derrière le cortège funèbre reste verdoyant. Une légende veut que les fleurs se soient mises à éclore en plein novembre, au passage de son corps sur la Loire entre Candes et Tours. Ce phénomène étonnant donnera naissance à l’expression « été de la Saint-Martin ». La première mention connue de cette expression se trouve dans une lettre de Madame de Sévigné à sa fille, datée du 10 novembre 1675 : « Nous avons un petit été de Saint-Martin, froid et gaillard, que j'aime mieux que la pluie. » |
|  | V-2 : L'enterrement de Martin Le même jour encore, saint Ambroise, évêque de Milan, en célébrant la messe, s'endormit sur l’autel entre la prophétie et l’épître: personne n'osait le réveiller, et le sous-diacre ne voulait pas lire l’épître, sans en avoir reçu l’ordre; après deux ou trois heures écoulées on éveilla Ambroise en disant : « L'heure est passée, et le peuple se lasse fort d'attendre; que notre Seigneur ordonne au clerc de lire l’épître. » Saint Ambroise leur répondit : « Ne vous troublez point : car mon frère Martin est passé à Dieu ; j'ai assisté à ses funérailles, et je lui ai rendu les derniers devoirs ; mais vous m’avez empêché, en me réveillant, d'achever le dernier répons. Alors on prit note à l’instant de ce jour, et on apprit que saint Martin était trépassé en ce moment. Un évêque accompagné de ses clercs préside la procession. Il est précédé de deux enfants de chœur, l'un portant un cierge, l'autre la croix de procession. La présence d'un évêque à l'enterrement de Saint Martin le 11 novembre 397 (dont sa fête est le jour anniversaire), trois jours après sa mort le 8, relève effectivement du miracle, compte tenu des moyens de circulation de l'époque. |
|  | V-3 : Le Christ accueillant Martin L'image est une image conventionnelle du Christ assis sur un trône de gloire, la main droite levée dans un signe de bénédiction, et la main gauche posée sur un évangile. La croix marquant son nimbe est le signe d'une personne divine. La composition est similaire à celle du rêve de Saint Martin, où le Christ apparaît entre deux anges dans une sorte de mandorle horizontale. |

## Signature des donateurs
Le vitrail a été offert par la corporation des artisans du cuir. Elle comportait de nombreuses spécialités : le métier de tanneur, les mégissiers (qui travaillent des peaux de chèvre et de mouton) et les corroyeurs (qui réalisent l'apprêt final du cuir), les bourreliers, les savetiers, etc.
| Ci-contre, un savetier égalise la semelle d'une chaussure avec un tranchet.                                                    |  | Ci-dessous, un bourrelier est en train de coudre un harnais. À ses pieds se trouve une selle déjà réalisée.                                                  |
| |  | |
| Ci-dessus, un mégissier est en train d'assouplir une peau en la grattant avec un lunellum, lame en forme de croissant de lune. |  | Écharnage d'une peau fraîche. Un artisan a posé une peau sur son établi, et gratte avec une lame (un couteau à écharner) la chair qui y est resté accrochée. |